# Батыр Мехельтинский
Батыр Мехельтинский, (конец XVIII века, Мехельта— 1851) — северо-кавказский военный деятель и мусульманский ученый. Наиб имама Шамиля. Участник Кавказской войны.

## Биография
До образования Северокавказского имамата Батыр был муфтием Гумбетовского наибства и преподавал в местном медресе. В Имамате был ученым-законоведом и стал наибом имама Шамиля.
Он сопровождал имама в значимых сражениях. В битве при Ахульго Батыру из Мехельты, наряду с Нур Магомедом из Инхо , Магомедом и Муртузали из Оркочи , Курбанали (сыном Абдуллы Ашильтинского), Алимирзой , Хаджи Али Аскаром, удалось вырваться из окружения и избежать плена.
Батыр из Мехельты пользовался уважением имама Шамиля, который ценил его личную храбрость и ученость.

### Смерть
Наиб Хаджимурад, ценя храбрость Батыра, попросил имама Шамиля отправить его вместе с ним в поход в Кайтаг и Табасаран во главе своих воинов. В бою Батыр был ранен и через некоторое время умер.

## Оценка
Профессор Юсуп Дадаев пишет о нем:

 Бесстрашный храбрец Батыр погиб как герой, в горах о нем слагались песни и поэмы, которые сохранились до наших дней 
На памятной плите в родном селе Мехельта написано следующее:

Известный храбрец наиб Батыр пал мучеником за веру в 1851 г. Он был паломником в Мекку и Медину, прославился храбростью, мужеством и ученостью во всем Дагестане 